# Shambhala (film)
Shambhala is een internationale dramafilm uit 2024, geregisseerd en mede geschreven en geproduceerd door Min Bahadur Bham.

## Verhaal
In een polyandrisch dorp in de Himalaya in Nepal probeert de pasgetrouwde en zwangere Pema het beste van haar nieuwe leven te maken. Wanneer haar eerste echtgenoot Tashi verdwijnt op de handelsroute naar Lhasa, gaat ze vergezeld door haar inmiddels feitelijke echtgenoot Karma, een monnik, door de meedogenloze wildernis op zoek om hem te vinden. Deze reis betekent voor haar ook een zoektocht naar zelfontdekking en bevrijding.

## Rolverdeling
| Acteur               | Personage     |
| -------------------- | ------------- |
| Thinley Lhamo        | Pema          |
| Sonam Topden         | Karma         |
| Tenzin Dalha         | Tashi         |
| Karma Wangyal Gurung | Dawa          |
| Karma Shakya         | Ram Sir       |
| Loten Namling        | Rinpache      |
| Tsering Lhamo Gurung | Pema's vriend |
| Janga Bahadur Lama   | schaapherder  |

## Release
Shambhala ging op 23 februari 2024 in première op het Internationaal filmfestival van Berlijn in de competitie voor de Gouden Beer.

## Prijzen en nominaties
De belangrijkste:
| Jaar | Prijs                                   | Categorie   | Genomineerde(n)  | Uitslag     |
| ---- | --------------------------------------- | ----------- | ---------------- | ----------- |
| 2024 | Internationaal filmfestival van Berlijn | Gouden Beer | Min Bahadur Bham | Genomineerd |